# Hans Matthöfer

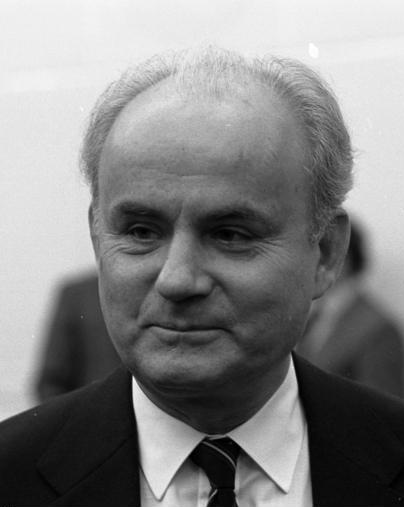
Hans Matthöfer

Hans Hermann Matthöfer (Bochum, 25 september 1925 - Berlijn, 15 november 2009) was een Duits politicus en minister voor de SDP.
Tijdens de Tweede Wereldoorlog was Matthöfer bij het Duitse leger. Na de oorlog werd hij vertaler Engels en studeerde hij economie en sociale wetenschappen. Hij ging aan de slag bij de metaalvakbond IG Metall en werkte ook een tijd bij de OESO. In 1950 werd hij lid van de SPD en van 1973 tot 1984 was hij lid van het partijbestuur en van 1985 tot 1987 penningmeester van de partij.
Tussen 1974 en 1978 was Matthöfer federaal minister van onderzoek en technologie. In 1978 werd hij bondsminister van financiën en in 1982 minister van post en telecommunicatie. Toen zijn partij in 1982 de macht verloor, gaf hij zijn functies op.
- Bibliothèque nationale de France: cb12754208z (data)
- CiNii: DA03613491
- Gemeinsame Normdatei: 118800957
- International Standard Name Identifier: 0000 0001 1480 0031
- Library of Congress Control Number: n50006570
- MusicBrainz: c86f073a-5993-44a3-8d87-807351d70f93
- Nationale Bibliotheek van Tsjechië: skuk0003974
- Nationale Bibliotheek van Israël: 987007463106105171
- Nationale Bibliotheek van Polen: a0000001784655
- Nederlandse Thesaurus van Auteursnamen: 06839540X
- Réseau des bibliothèques de Suisse occidentale: 02-A003573644
- Système universitaire de documentation: 079155545
- Virtual International Authority File: 110519048
- WorldCat: E39PBJdMfVPWRy9pWqYVwPYF8C